# João Petralifa
João Petralifa (em grego: Ἰωάννης Πετραλίφας) foi um nobre bizantino que governou a Tessália e a Macedônia no final do século XII e início do século XIII com o título de sebastocrator.

## Biografia
João era um membro da família Petralifa, de origem italiana. De acordo com a hagiografia de sua filha, João era casado com uma mulher chamada Helena, uma nobre de família desconhecida de Constantinopla, e, depois de ter sido elevado ao alto posto de sebastocrator, foi despachado pelo imperador bizantino Isaac II Ângelo (r. 1185–1195 e 1203–1204) para governar a Tessália e a Macedônia. Apesar disso, João estava entre os principais nobres que conspiraram para derrubar Isaac II e colocar Aleixo III Ângelo (r. 1195–1203) no trono em 1195.
Depois de 1204, quando Constantinopla caiu perante a Quarta Cruzada, João apoiou o déspota do Epiro Teodoro Comneno Ducas, com quem sua irmã, Maria, havia se casado. João morreu provavelmente entre 1224 e 1230. Donald Nicol e D. Polemis defendem a tese que ele e um outro João Petralifa, que era grande cartulário a serviço do Império de Niceia por volta de 1237, eram a mesma pessoa, o que é muito provavelmente incorreto.

## Família
De seu casamento com Helena, João teve vários filhos. A hagiografia relata diversos filhos, mas apenas um rapaz e duas garotas são conhecidos pelo nome:
- Teodoro Petralifa, que se casou com uma filha de Demétrio Tornício, um dos principais ministros de João III Ducas Vatatzes de Niceia (r. 1221–1254). Teodoro desertou para Niceia em 1252/3 e desertou de volta para o Epiro logo em seguida.[7]
- Teodora Petralifena, que se casou ainda criança com Miguel II Ducas Comneno (r. 1231–1266/8) e foi depois canonizada como Santa Teodora de Arta[1][8]
- Maria Petralifena, que se casou com um membro da família Frantzes e enviuvou em seguida.[3] É possível que ela seja a Petralifena de nome desconhecido reportada por Jorge Acropolita como tendo se casado com Aleixo Eslavo, um primo de Boril da Bulgária e vassalo do imperador latino Henrique de Flandres.[9]